# Municipio de Fulton (Pensilvania)
El municipio de Fulton (en inglés: Fulton Township) es un municipio ubicado en el condado de Lancaster en el estado estadounidense de Pensilvania. En el año 2000 tenía una población de 2.826 habitantes y una densidad poblacional de 42.1 personas por km².

## Geografía
El municipio de Fulton se encuentra ubicado en las coordenadas 39°44′54″N 76°15′05″O / 39.74833, -76.25139.

## Demografía
Según la Oficina del Censo en 2000 los ingresos medios por hogar en la localidad eran de $41,356 y los ingresos medios por familia eran de $44,394. Los hombres tenían unos ingresos medios de $35,027 frente a los $24,205 para las mujeres. La renta per cápita de la localidad era de $15,735. Alrededor del 13,7% de la población estaba por debajo del umbral de pobreza.